# Gornja Glama
Gornja Glama (en serbe cyrillique : Горња Глама) est un village de Serbie situé dans la municipalité de Bela Palanka, district de Pirot. Au recensement de 2011, il comptait 15 habitants.

## Démographie
| 1948 | 1953 | 1961 | 1971 | 1981 | 1991 | 2002 | 2011 |
| ---- | ---- | ---- | ---- | ---- | ---- | ---- | ---- |
| 488  | 460  | 341  | 203  | 126  | 85   | 34   | 15   |

|  |